# Metadena magdalenae
Metadena magdalenae är en plattmaskart. Metadena magdalenae ingår i släktet Metadena och familjen Cryptogonimidae. Inga underarter finns listade i Catalogue of Life.